# 충남 스마트 아산
충남 스마트 아산은 충남 아산 FC의 12세 이하 유스팀이다.
충남 아산 FC의 U-12팀인 충남 스마트 아산은 학교와 협약을 맺지 않고 유소년 클럽팀의 형식으로 운영하고 있으며, 최근 유스팀 출신인 박재환 선수가 프로 무대에 데뷔하게 되면서 해당 유스팀에서의 프로 선수가 나오게 되었다.

## 같이 보기
- 충남 아산 FC
- 충남 아산 FC U-18
- 충남 아산 FC U-15